# Ziya Şengül
Ziya Şengül (* 1. Juli 1944 in Plewen; † 26. Februar 2023 in Istanbul) war ein türkischer Fußballspieler und -trainer, -funktionär und -kommentator. Durch seine langjährige Tätigkeit für Fenerbahçe wird er stark mit diesem Verein assoziiert. Von Fan- und Vereinsseite wird er als einer der bedeutendsten Spieler der Klubgeschichte aufgefasst. Mit 250 Erstligaeinsätzen für Fenerbahçe ist er nach Müjdat Yetkiner (429 Einsätze), Rüştü Reçber (293 Einsätze) und Cem Pamiroğlu (279 Einsätze) der Spieler mit den vierthäufigsten Süper-Lig-Einsätzen der Vereinsgeschichte. Darüber hinaus übernahm er nach dem Karriereende von Can Bartu im Sommer 1970 die Kapitänsbinde und trug diese bis zu seinem Karriereende im Sommer 1975. Ferner war er in 17 seiner 21 Länderspieleinsätze der Mannschaftskapitän der türkischen Nationalmannschaft. Nach seinem Karriereende betreute er zweimal Fenerbahçe als Trainer und arbeitete in diversen Fernsehkanälen bzw. Zeitungen als Fußballkommentator bzw. -kolumnist.

## Spielerkarriere

### Verein
Şengül kam 1944 in der türkischen Weltmetropole Istanbul zur Welt und begann 1958 in der türkischen Hauptstadt Ankara beim Erstligisten PTT mit dem Vereinsfußball. Hier fiel er 1961 den türkischen Nationaltrainern auf und wurde 1961 für die türkische U-18-Nationalmannschaft nominiert. 1962 wurde er als Achtzehnjähriger in den Profikader aufgenommen und absolvierte in seiner ersten Saison der Millî Lig 1962/63 lediglich ein Liga- und ein Pokalspiel. In seiner zweiten Spielzeit eroberte er auf Anhieb einen Stammplatz und absolvierte 27 Ligaspiele, in denen er fünfmal traf.
Durch diese Leistung bei PTT wurde zu einem der Shootingstars der Saison und fiel den großen Istanbuler Vereinen auf. Von denen reagierte Fenerbahçe Istanbul am schnellsten und verpflichtete Şengül zum Sommer 1964. In seiner ersten Saison bei Fenerbahçe fand er unter dem englischen Trainer Oscar Hold sofort einen Platz in der Stammelf und hatte mit seinen 12 Treffern in 27 Ligaspielen maßgeblichen Anteil an dem Gewinn der türkischen Meisterschaft. Somit erreichte Şengül auch seinen ersten Titelgewinn. Mit Hold startete Fenerbahçe auch in die neue Saison, aber nachdem man in vier Spielen lediglich drei Punkte sammeln konnte, ersetzte man Hold durch Selahattin Torkal. Dieser setzte Şengül nur sporadisch ein und wurde nach sechs Wochen durch Necdet Erdem ausgetauscht. Erdem ließ Şengül erst lange Zeit nicht spielen, setzte ihn aber ab März 1966 regelmäßig ein. In die neue Saison startete Fenerbahçe mit einem erneuten Trainerwechsel und stellte Abdullah Gegiç ein. Unter diesem Trainer kam Şengül nur sporadisch zu Einsätzen und absolvierte elf Ligapartien, in denen er einmal traf.
Zur Spielzeit 1967/68 übernahm der ungarische Trainer Ignác Molnár den Cheftrainerposten und setzte Şengül von Anfang an als Stammspieler ein. Zu Saisonbeginn konnte man im Finale des Balkanpokals AEK Athen bezwingen und so einen internationalen Titel gewinnen. Die Saison beendete man dem Gewinn der türkischen Meisterschaft und des Türkischen Fußballpokals. Damit erreichte man das Double.
Die nächsten drei Spielzeiten festigte Şengül seine Position innerhalb der Mannschaft und stieg zum Mannschaftskapitän auf. Lediglich im Sommer 1973 konnte Fenerbahçe mit einem 1:2-Sieg über Galatasaray den Cumhurbaşkanlığı Kupası gewinnen. In der Saison 1973/74 konnte Şengül mit seiner Mannschaft wieder das türkische Double holen. In der Saison 1974/75 konnte man die türkische Meisterschaft verteidigen und den Cumhurbaşkanlığı Kupası gewinnen. Mit dem Ende der Saison 1974/75 verabschiedete sich Şengül mit einem am 3. August 1975 gegen Trabzonspor ausgetragenen Abschiedsspiel von der Fußballbühne.

### Nationalmannschaft
Şengül spielte das erste Mal für die türkische Nationalmannschaften während seiner Zeit bei PTT, und zwar für die türkische U-18-Nationalmannschaft am 20. März 1961 bei einer Freundschaftsbegegnung gegen die israelische U-18-Nationalmannschaft.
Nachfolgend wurde er drei Jahre nicht mehr für die Nationalmannschaften nominiert. Erst mit dem Wechsel zu Fenerbahçe Istanbul fiel er den Verantwortlichen der Nationalmannschaften auf und erhielt für ein Testspiel gegen die Bulgarische Nationalmannschaften am 20. Dezember 1964 seine erste Länderspielnominierung und gab während dieser Partie auch sein Debüt. Nach diesem Spiel blieb er etwa ein Jahr ohne Länderspielnominierung und wurde dann im September 1965 in den Kader der türkischen U-21-Nationalmannschaft nominiert ung gab auch bei der Partie gegen die  polnische U-21 sein Debüt.
Die nachfolgenden fünf Jahre wurde er von den amtierenden Nationaltrainern wie Sandro Puppo, Adnan Süvari und Abdullah Gegiç nicht berücksichtigt und blieb ohne Nominierung. Erst mit dem Nationaltrainer Cihat Arman, unter dem Şengül bereits vor sechs Jahren sein Länderspieldebüt und bisher einzigen Einsatz gab, wurde er wieder regelmäßig berücksichtigt. Nach dieser Traineränderung zählte er etwa fünf Jahre lang zu den regelmäßig eingesetzten Spielern. Er nahm mit der Nationalmannschaft noch an der Qualifikation der Fußball-Europameisterschaft 1972, Qualifikation der Fußball-Weltmeisterschaft 1974, Qualifikation der Fußball-Europameisterschaft 1976 teil, konnte sich aber mit seiner Mannschaft für keines der Mannschaften qualifizieren. In 17 seiner 21 Länderspieleinsätzen trug er die Kapitänsbinde.
Sein letztes Länderspiel machte er am 30. April 1975 während eines EM-Qualifikationsspiels gegen die Schweizer Nationalmannschaft.

## Trainerkarriere
Nach dem Ende seiner Fußballkarriere blieb Şengül etwa vier Jahre dem Fußballgeschehen fern und übernahm im November 1979 vom entlassenen Şükrü Ersoy das Cheftraineramt bei Fenerbahçe Istanbul. In dieser Position blieb er bis zum Saisonende und verließ anschließend den Verein. Für die neue Saison folgte ihm der deutsche Trainer Friedel Rausch.
1986 betreute er nach der Entlassung von Kálmán Mészöly interimsweise ein weiteres Mal Fenerbahçe.

## Erfolge

### Als Spieler
- Mit Fenerbahçe Istanbul
  - Türkischer Meister (5): 1964/65, 1967/68, 1969/70, 1973/74, 1974/75
  - Türkischer Pokalsieger (2): 1968, 1974
  - Türkischer Supercup (3): 1968, 1973, 1975
  - Başbakanlık Kupası (1): 1973
  - TSYD Kupası (2): 1969, 1973
  - Balkanpokal (1): 1966/67

### Als Trainer
- Mit Fenerbahçe Istanbul
  - Başbakanlık Kupası (1): 1980